# Canhão ferroviário

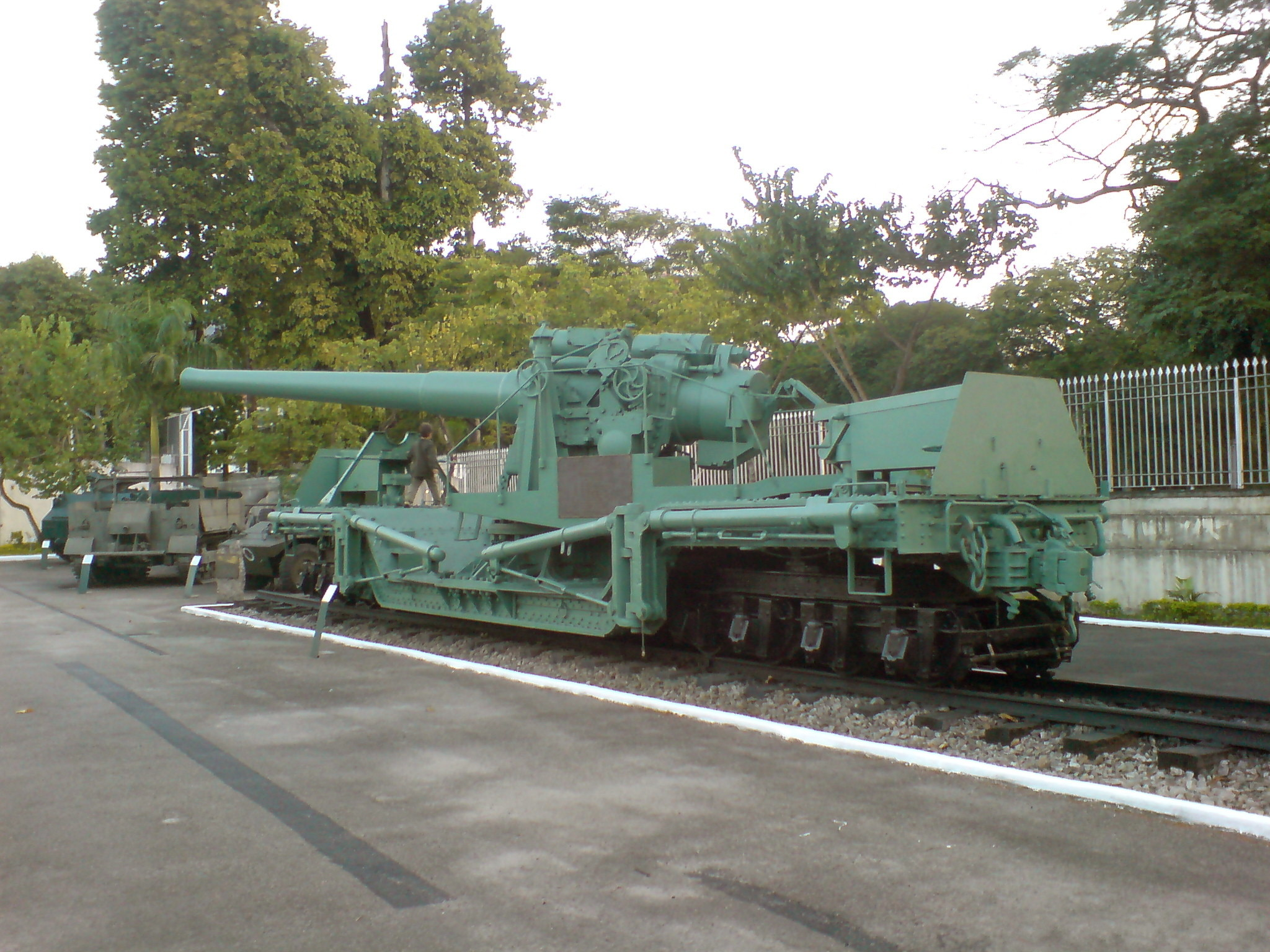
Canhão ferroviário Bethlehem Steel 177, adquirido em 1941 pelo Exército Brasileiro para defesa do litoral, presentemente em exposição no Museu Militar Conde de Linhares, Rio de Janeiro.

Canhão ferroviário é uma grande peça de artilharia projetada para deslocar-se sobre trilhos. Dos vários canhões produzidos pelo mundo, os mais conhecidos foram fabricados pela Krupp e utilizados pela Alemanha durante a Primeira e a Segunda Guerra Mundial. Devido ao grande peso de tais canhões, em alguns casos eram necessários dois pares de trilhos para suportá-lo.
Na época o uso de canhões ferroviários representava uma solução prática para destruir alvos fortificados e bombardear áreas estratégicas que normalmente estavam fora do alcance das artilharias comuns.
Ao longo do tempo sua utilização foi abandonada devido a mobilidade limitada e vulnerabilidade a ataques.